# Ilene Chaiken
Ilene Chaiken   (Filadèlfia, 30 de juny de 1957) és una productora, directora de televisió i guionista estatunidenca, fundadora de Little Chicken Productions. Chaiken és coneguda pel fet que és la cocreadora, guionista i productora executiva de la sèrie de televisió The L Word, i és la productor executiva de l'exitosa sèrie de televisió Empire.

## Biografia
Nascuda en una família jueva, Chaiken va estudiar a l'Escola de Disseny de Rhode Island, i es va graduar amb una llicenciatura en disseny gràfic el 1979.
Va començar la seva carrera com a aprenent d'agent de Creative Artists Agency, i com a executiva d'Aaron Spelling i Quincy Jones Entertainment. El 1988 va ser la productora coordinadora de The Fresh Prince of Bel-Air i la productora associada de Satisfaction. A continuació, va escriure el guió de Barb Wire (1996) i els telefilms Dirty Pictures (2000) i Damaged Care (2002), abans de l'èxit de The L Word. Després de The L Word, ja treballat per la sèrie de televisió Empire.

## Vida personal
La parella de Chaiken és Louanne Brickhouse i viuen a Laurel Canyon (Los Angeles). Chaiken és mare de bessones, Tallulah i Augusta, amb la seva exparella, l'arquitecta anglesa Miggi Hood.

## Filmografia

### Producció executiva
- Empire (2015)

### Direcció
- The L Word (2007)

### Producció
- Satisfaction (1988)
- Fresh Prince of Bel Air (1991–1992)
- The L Word (2007)
- The Real L Word (2010)
- Confessions of a Backup Dancer (2010)[5]
- Empire (2015 TV series) (2015)

### Guió
- Barb Wire (1996)
- Dirty Pictures (2000)
- Damaged Care (2002)
- The L Word (2004–2007)
- Confessions of a Backup Dancer (2010)[5]